# Sielsowiet Rzeczyca (rejon stoliński)
Sielsowiet Rzeczyca (biał. Рэчыцкі сельсавет; ros. Речицкий сельсовет) – sielsowiet na Białorusi, w obwodzie brzeskim, w rejonie stolińskim, z siedzibą w Rzeczycy. Od południa graniczy z Ukrainą.
Według spisu z 2009 possowiet Rzeczyca i osiedle typu robotniczego Rzeczyca (tj. terytorium obecnego sielsowietu Rzeczyca) zamieszkiwało 8753 osoby, w tym 8239 Białorusinów (94,13%), 305 Ukraińców (3,48%), 164 Rosjan (1,87%), 17 Polaków (0,19%), 5 Gagauzów (0,06%), 13 osób innych narodowości i 10 osób, które nie podały żadnej narodowości.

## Historia
W 2015 połączono possowiet Rzeczyca i osiedle typu robotniczego Rzeczyca w sielsowiet Rzeczyca.

## Miejscowości
- osiedle typu robotniczego:
  - Rzeczyca
- agromiasteczko:
  - Terebieżów Górny
- wsie:
  - Buchlicze
  - Kopani
  - Luty Bór
  - Terebieżów Dolny
  - Woronie
- osiedle:
  - Lasny